# 短波廣播

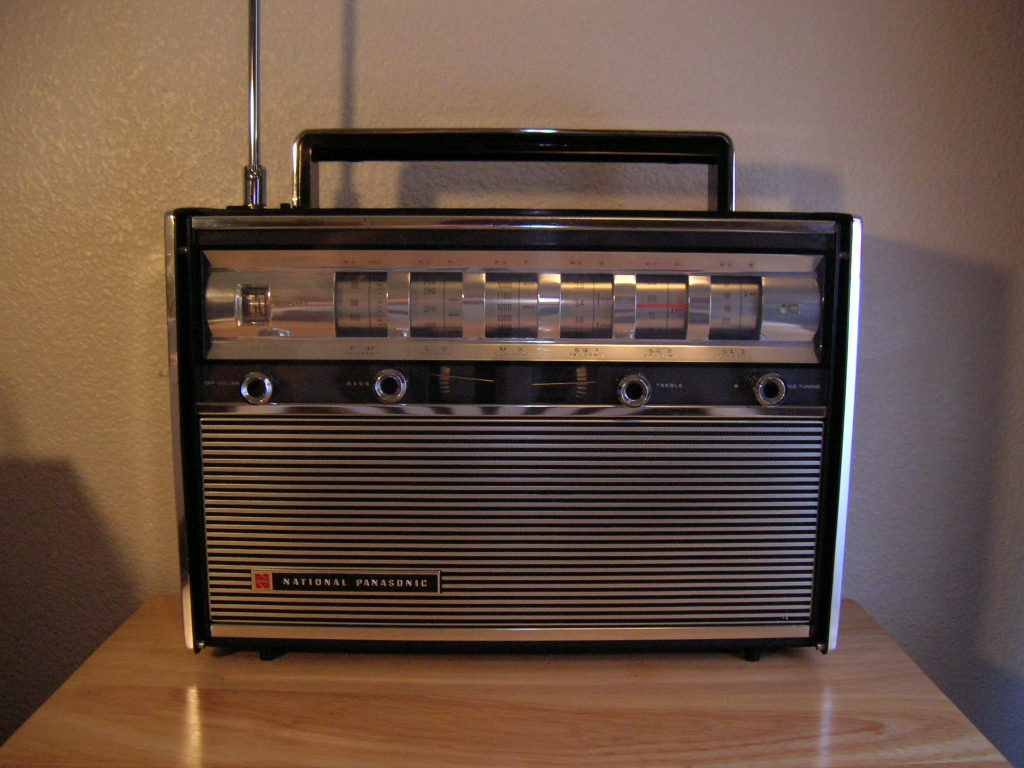
一台松下牌指针式短波廣播收音機。

短波廣播（英語：shortwave radio，SW）是利用短波波段播送的广播。短波波段並沒有被廣泛接受的定義，但通常佔據高頻（HF）全段，頻率比中頻（MF）高，但比甚高頻（VHF）低。短波廣播的無線電波可以由電離層折射和反射，電離層是大氣層中帶電子的分層。帶有特定角度的短波可以在地球表面及大氣層之間反射，讓短波超視距傳播。這一種傳播方式稱為天波傳播，令短波廣播可以而到達極遠距離。短波廣播常用作國際廣播。
短波廣播在歷史上有重要的地位。在第二次世界大戰期間，短波廣播被用作對國際聽眾宣傳的工具。短波廣播的全盛時期在冷戰中的 1960 至 1980 年的。在新的廣播方式出現後，例如有線廣播、衛星廣播和網絡電台等方式削弱了短波廣播的重要性。數位化的廣播並沒有取得成功，目前只有少數的電台仍然使用短波進行廣播。

## 傳播

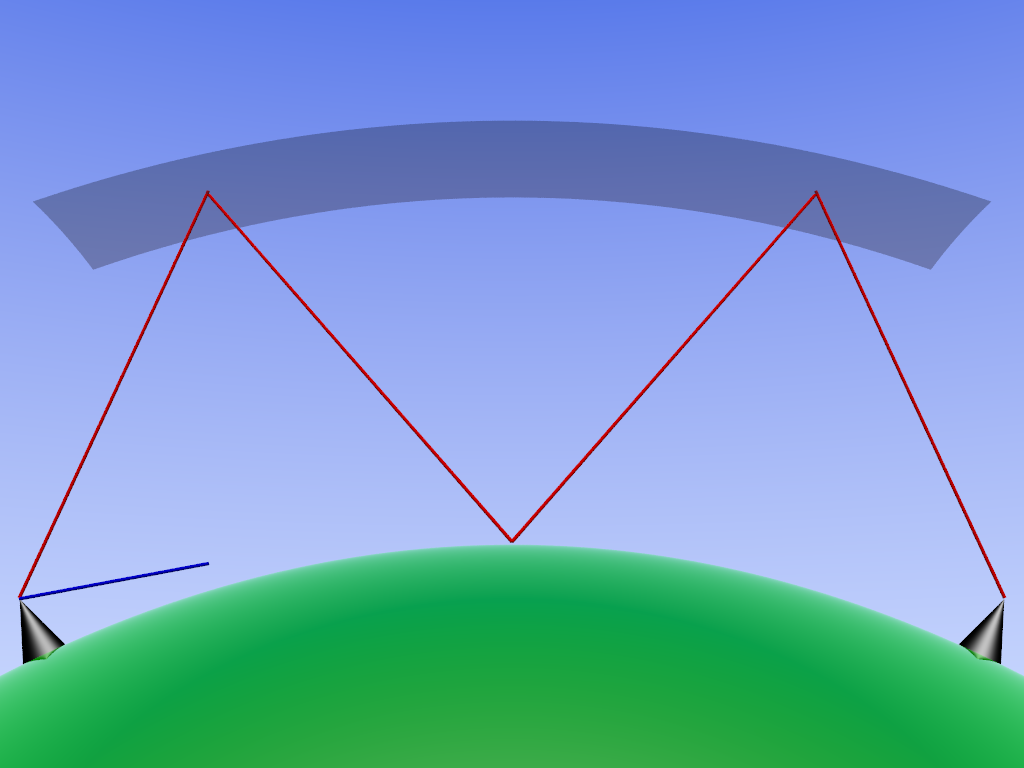
短波透過電離層反射進行遠距離傳輸。

短波廣播傳播由電離層中的帶電粒子反射，這一種傳播方式稱為天波傳播。短波波段的無線電波也可以沿地球表面傳播，這一種傳播方式稱為地波傳播。在天波傳播中，一部份無線電波會直接穿透電離層，令廣播無法傳播到特定的區域，形成跳越區（skip zone），可參考右圖。在固定的頻率，強大電離層會令產生短播廣播無法正常進行。
天波的傳播受到以下的因素影響：
- 距離，發射站和收音機的距離。
- 日光，在日間時頻率高於 12MHz 的無線電波會傳播到更遠的距離；而在晚間時，頻率低於 12MHz 則能傳播到更遠的距離。
  - 頻率較低的無線電波由D層電離層傳播，而D層電離層只會於日光下出現。
  - 頻率較高的無線電波由E層及F層電離層傳播，而E層會在日落後提升高度。
  - 19m 和16m波段在午后至晚间效果较好，49m和41m波段在晚间至早晨效果较好。
- 季節，在冬季時日光時期較短，電離層的電子含量偏低，不利於天波傳播。
- 太空天氣，在太陽閃耀時會令短波廣播全面中斷。[6]

## 調變

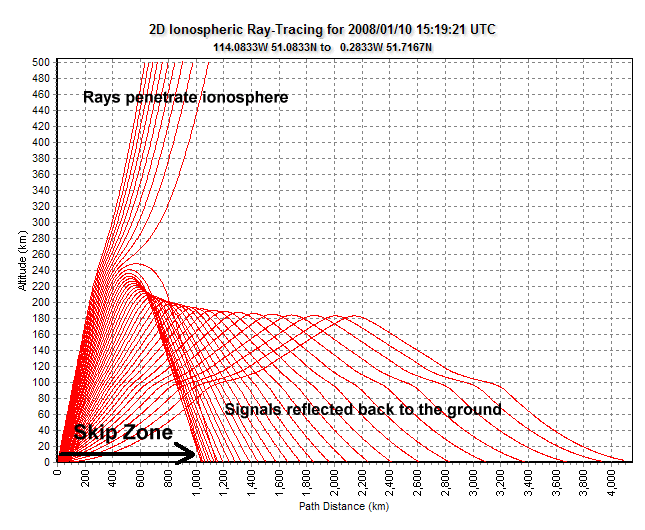
因為部份電波穿透電離層，產生跳越區。

短波廣播利用多種調變方式來把電訊號轉釋為訊息。
- 調幅廣播：於短波廣播中的最簡單而常用的調變類型。載波的振幅由信號（例如語音或音樂）的幅度控制。在接收器中，檢波器會從載波中還原話音信號。
- 單邊帶：幅度調製的一種變體，只發射載波頻率中的一組分量。單邊帶調變可以降低傳輸功率和信號帶寬。[7]少数电台如AFN和一些地下电台使用单边带模式。
- 殘留邊帶：幅度調製的一種變體，會完整地發射載波頻率中的一組分量，並部份過濾載波頻率中的另一組分量。是調幅廣播和單邊帶廣
- DRM：新興的調變方式，利用正交頻分復用方式調變。以達到更高的音質。[8]

## 使用波段
短波广播通常在3-30MHz的高频（HF）波段进行，但一般高于中波波段上限（1611kHz或1710kHz）而低于30MHz的广播都可以视为「短波广播」。根据國際電聯第三區的劃分，短波廣播使用以下波段：
| 波段（m） | 频率范围（MHz） | 备注                                  |
| --------- | --------------- | ------------------------------------- |
| 120       | 2.3-2.495       | 又称“热带波段”                        |
| 90        | 3.2-3.4         | 又称“热带波段”                        |
| 75        | 3.9-4           | 与北美地区业余无线电80m波段重合       |
| 60        | 4.75-5.06       | 又称“热带波段”                        |
| 49        | 5.9-6.2         |                                       |
| 41        | 7.2-7.6         | 与业余无线电40m波段重合               |
| 31        | 9.4-9.9         | 目前电台最为集中的频段                |
| 25        | 11.6-12.2       |                                       |
| 22        | 13.57-13.87     |                                       |
| 19        | 15.1-15.8       |                                       |
| 16        | 17.48-17.9      |                                       |
| 15        | 18.9-19.02      | 几乎无电台使用                        |
| 13        | 21.45-21.85     |                                       |
| 11        | 25.1-26.1       | 主要为DRM电台使用，類比电台几乎不使用 |

並非所有國家及地區會完全跟從上述的頻率分配。例始在中华人民共和国无线电的频率划分中，41m波段使用7.2MHz至7.35Mhz，不同於国际电联3区劃分的 7.2-7.6 MHz。並不是所有廣播電台也會上述频率范围内播音，尤其是部分「地下电台」，例如韩国对朝鲜广播的人民之声电台就使用6600kHz播音，欧美地下电台大多不会在上述表格内规定的频率进行广播。部分国家的授时台（如中国的BPM短波授时台）也会在國際電聯规定的频率范围之外播出。
短波廣播的頻寛管理由HFCC管理，負責協调成員的廣播頻率。HFCC會於北半球的冬季及夏季開始時組織會議，和成員劃定互不干擾的時間，以及進行公布。

## 技術特點
相比起更新的廣播方式，短波廣播仍有幾點優勢：
- 難以干擾：無線電媒體Radio World指出短波廣播有更多的波段，可以於不同頻率下進行廣播，難以被干擾切斷。[12]
- 不依賴基建：短波廣播不依賴基礎建設進行，只需發射設備，發射機、接收機就可以傳播。[13]
- 不需要突破網絡封鎖：美國之音認為在網路封鎖的國家，使用者需要具突破網路封鎖的知識及系統。才能從互聯網接受到外界資料。但短波廣播沒有此限制。
- 匿名性：政府可能從網路追查訪問痕跡。但收聽透過空氣傳送的短波廣播，令政府難以尋獲聽眾，媒體受眾的安全可以減少風險。[14][15]
- 低成本：短波廣播協會HFCC認為，短波廣播能作為精準、快捷和免費的訊息來源，同時不易中斷。[16]
- 長距離：短波廣播能夠接觸10000km外的聽眾，從而能向聽眾收發國外的觀點。[17][18]

短波廣播的同時也帶有以下的缺點：
- 多數收音機的設計時不具有接受短波的功能，使得聽眾群體數目較少。
- 在已開發的地區中，短波廣播時常被電器、螢光燈、LED燈、路由器、電腦之類的來源的來源干擾。
- 音質會被機器自身所干擾。
- 頻率有限，時常出現互相干擾情況。[19]

## 收聽興趣

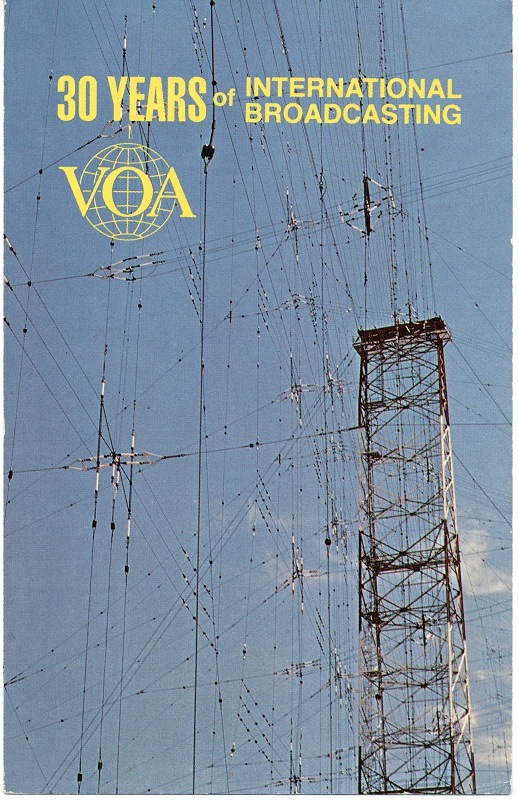
美国之音的QSL卡，图案为希腊塞萨洛尼基短波发射台的天线

一部份業餘無線電愛好者傾向收聽短波廣播。愛好群體會以他們的目標是接收取盡可能多電台為目標；另一些人則是聽取業務性質的短波廣播，例如海事、海軍、航空或軍事信號的傳輸。還有一些人專注於來自數字電台的信號，這些電台發射不明的廣播，或由業餘無線電操作員進行雙向通信。
短波聽眾會尋求從廣播電台、公用事業站或業餘無線電操作員那裡獲得收聽證明，作為一個對於收聽的證明。有些國際電台電台甚至向聽眾發放特殊證書、旗幟、貼紙和其他信物及宣傳材料。

## 未來發展
短波廣播正被新型廣播技術所改善，同時也面臨被取代的困環。
新型世界數碼廣播（DRM）的技術投入，預期會令原先惡劣的短波廣播音質，提升到接近調頻廣播的程度。然而世界數碼廣播的商業化並沒有取到太大的成功。
雖然目前仍然有大量短波廣播的收聽者，但電台轉向使用人造衛星進行直接廣播，降低對於短波廣播的依賴。在冷戰後，國際廣播電台也傾向關閉發射站，減少了受眾。短波廣播可能會被電力線通信和電力線寬帶的流行所取代，此兩種廣播方式利用非屏蔽的電力線傳送訊號，令廣播能以更清晰的音質傳送到更遠的距離。在擁有網絡連接及電腦時，國際廣播可以籍網路電台的方式提供，取代了傳統的短波廣播。世界廣播電視手冊前編輯 Andy Sennitt ，認為短波廣播的盛行時期已經過去。
短波廣播在面向低新聞自由地區、沒有互聯網連接的地區者在戰爭時，仍能作為可靠的消息來源。英國廣播公司的廣播部門主管，Nigel Fry 指出，短波廣播的不依賴基建的特點，會令它不能被取代。例如在2022年俄羅斯入侵烏克蘭期間，BBC便重啟對於烏克蘭的短波廣播。

## 外部連結
- 短波天線知識
- 簡易抗干擾外接短波天線製作方法 （页面存档备份，存于）